# 위관 (서진)
위관(衛瓘, 220년 ~ 291년)은 중국 위나라 ~ 서진의 대신이다. 자는 백옥(伯玉)이며 위나라 상서 위기(衛覬)의 아들이다. 후에 가남풍(賈南風)의 미움을 산 끝에 죽임을 당했다. 서예에 능했다고 한다.

## 촉나라 정벌
원래 위관은 위나라 정위(廷尉)였는데 사마소(司馬昭)가 촉나라 정벌군을 일으킬 때 종회(鍾會)를 보좌하는 행진서군사(行鎭西軍司)가 되어 종회의 병사들을 감독하였다.
등애(鄧艾)의 활약으로 촉나라가 멸망한 후, 위관은 종회 등과 함께 사마소에게 등애를 모함하였다. 등애를 의심하게 된 사마소가 종회에게 등애를 체포하라는 명령을 내리자, 종회는 위관에게 등애를 체포하게 하였다. 화가 난 등애가 위관에게 해를 입히면, 이를 구실삼아 자신이 직접 등애를 잡아들일 생각이었다.
그러나 위관은 등애가 주둔하고 있는 성도로 가서 등애의 부하 장수들에게 조서를 받들어 등애를 체포하는 것이며, 다른 사람들에게는 죄를 묻지 않겠다고 밝혔다. 이를 본 장수들이 모두 등애를 떠나 위관에게 왔고, 등애는 아들 등충(鄧忠)과 함께 새벽녘에 위관에게 붙잡혔다.
등애를 내심 두려워하던 종회는 비로소 야심을 실현시키기 위해 강유(姜維)와 함께 익주에서 모반하려 했다. 그러나 호열(胡烈)의 아들 호연(胡淵)의 공격을 받고 종회와 강유 모두 죽임을 당했다.
이때 등애는 아직 죽지 않았는데, 위관은 자신이 모함한 것이 밝혀지면 해를 당할 것을 우려해 전속(田續)을 부추겨 등애 부자를 죽이게 했다. 당시 동료였던 두예(杜預)는 위관의 행동을 비판했으며, 위관은 직접 두예를 찾아가 사과하였다.
264년 위나라로 돌아온 후, 조환(曹奐)에게 성도에서 얻은 성신(成信)이라는 글자가 새겨진 옥을 바치자, 조환은 이것을 사마소에게 하사했다.

## 진나라 건국 후
촉나라가 멸망한 후 정동장군(征東將軍)으로 임명되었다. 271년 사마염은 원래 위관의 딸을 태자비로 삼으려 했으나 가충(賈充)의 아내 곽괴(郭槐)가 양황후의 측근들에게 뇌물을 뿌려 가남풍이 태자비가 되게 했다.
276년 정북장군(征北將軍) 겸 유주자사였던 위관은 선비족의 왕자 탁발사막한(拓拔沙漠汗)이 진나라에 왔다가 돌아가려 할 때 조정에 그를 붙들어 놓게 하고 선비족의 유력 인사들에게 금품을 주어 이간시켰다.
탁발사막한은 다음해가 돼서야 돌아갈 수 있었는데, 그때는 이미 내분이 일어난 상태였으며 선비족의 대인(大人)들에게 모함을 받아 죽었다. 이후에도 계속 정쟁으로 어지러웠기 때문에 한동안 선비족은 쇠퇴했다.
278년 상서령(尙書令)이 되었는데, 이때 위관은 사마염이 베푼 잔치에서 앞으로 나아가 옥좌를 어루만지면서 이 자리가 애석해질 수 있다고 말했다. 사마염은 위관의 뜻을 알아차렸으나 모른 척 하고 넘어갔는데, 나중에 이 일이 가충 부녀에게 알려지면서 그들의 미움을 사게 되었다.
282년 사공(司空)으로 승진했으며, 284년 구품(九品) 제도의 폐해가 문제가 되자, 여남왕(汝南王) 사마량(司馬亮)과 함께 상소를 올려 구품 제도의 폐지를 주장하였다.
290년 번창공주(樊昌公主)와 결혼한 아들 위선(衛宣)이 술을 좋아하여 과실을 좋아했기 때문에 양준(楊駿)은 공주를 다시 궐로 불러들여야 한다고 주장했다. 위관은 자신이 물러나겠다고 청했으며, 이 때문에 태보(太保)로 옮겨간 채 집에서 머물게 되었다.

## 죽음
사마염이 죽고 사마충(司馬衷)이 즉위하자, 가남풍은 양준과 그의 딸 양태후를 모두 제거하고 자신이 정사를 농단했다.
291년 위관은 사마량과 함께 초왕(楚王) 사마위(司馬瑋)가 난폭한 것을 좋지 않게 보고 병권을 빼앗으려 했는데, 이 때문에 사마위는 위관을 원망하게 되었다.
결국 사마위의 부하 기성(岐盛)이 위관과 사마량이 사마충을 폐위시키려는 음모를 꾸민다고 모함했으며, 옛 일 때문에 위관을 미워하던 가남풍은 사마충을 움직여 두 사람을 파면하는 조서를 사마위에게 내리게 했다. 이를 구실삼은 사마위는 군사를 이끌고 위관과 사마량을 죽였으며, 위관의 아들들과 손자들도 모두 죽임을 당했다.
얼마 안 가 가남풍이 사마위마저 제거하자, 위관의 딸은 아버지를 신원시켜 줄 것을 청하였다. 이 청이 받아들여져 죽은 위관을 난릉군공(蘭陵郡公)에 봉하고 성공(成公)이라는 시호를 내렸다.

## 같이 보기
- 삼국지 인물 목록
- 방현령